# Yaquina River
Der Yaquina River ist ein Fluss mit einer Länge von ungefähr 80 Kilometern im US-Bundesstaat Oregon. Er entspringt in der Oregon Coast Range westlich von Corvallis im Siuslaw National Forest zwischen den Countys Benton County und Lincoln County, durchfließt bei Newport die Yaquina Bay und mündet anschließend südlich des Yaquina Bay State Parks in den Pazifischen Ozean. 